# Saint-Pierre-le-Moûtier
Pour les articles homonymes, voir Saint-Pierre et Moutier (homonymie).
Saint-Pierre-le-Moûtier est une commune française, située dans le département de la Nièvre en région Bourgogne-Franche-Comté.
Ses habitants sont les Saint-Pierrois.

## Géographie
Située entre la Loire et Allier, la commune possède une riche et puissante histoire, mais qui est un peu oubliée aujourd'hui du fait de son isolement routier « relatif » et du manque d'infrastructures touristiques. Saint-Pierre-le-Moûtier est à proximité de Magny-Cours et son circuit automobile qui a accueilli le Grand Prix de France de Formule 1 de 1991 à 2008.

### Géologie
Le sol de Saint-Pierre-le-Moûtier est un sol de type argilo-calcaires principalement, mais aussi de plusieurs types, comme : la glaise par exemple qui provient des communes alentour.

### Hydrographie
- Le Beaumont ;
- L'étang Dumas ;
- Le Lichen ;
- Le Pont Aubert ;
- Le ruisseau de Cougny.

### Villages, hameaux, lieux-dits, écarts
- Hameau de Civière ;
- Hameau de la Croix d'Or ;
- Hameau de Marcigny.

### Climat
Pour des articles plus généraux, voir Climat de la Bourgogne-Franche-Comté et Climat de la Nièvre.
En 2010, le climat de la commune est de type climat océanique dégradé des plaines du Centre et du Nord, selon une étude du Centre national de la recherche scientifique s'appuyant sur une série de données couvrant la période 1971-2000. En 2020, Météo-France publie une typologie des climats de la France métropolitaine dans laquelle la commune est exposée à un climat océanique altéré et est dans la région climatique  Centre et contreforts nord du Massif Central, caractérisée par un air sec en été et un bon ensoleillement. 
Pour la période 1971-2000, la température annuelle moyenne est de 11,1 °C, avec une amplitude thermique annuelle de 16 °C. Le cumul annuel moyen de précipitations est de 817 mm, avec 11,5 jours de précipitations en janvier et 7,6 jours en juillet. Pour la période 1991-2020, la température moyenne annuelle observée sur la station météorologique de Météo-France la plus proche, « Lurcy-Lévis Sa », sur la commune de Lurcy-Lévis à 15 km à vol d'oiseau, est de 11,4 °C et le cumul annuel moyen de précipitations est de 717,2 mm. 
La température maximale relevée sur cette station est de 41,2 °C, atteinte le 25 juillet 2019 ; la température minimale est de −13,6 °C, atteinte le 7 février 1991,,. 
Les paramètres climatiques de la commune ont été estimés pour le milieu du siècle (2041-2070) selon différents scénarios d'émission de gaz à effet de serre à partir des nouvelles projections climatiques de référence DRIAS-2020. Ils sont consultables sur un site dédié publié par Météo-France en novembre 2022.

## Urbanisme

### Typologie
Au 1er janvier 2024, Saint-Pierre-le-Moûtier est catégorisée bourg rural, selon la nouvelle grille communale de densité à sept niveaux définie par l'Insee en 2022.
Elle est située hors unité urbaine. Par ailleurs la commune fait partie de l'aire d'attraction de Nevers, dont elle est une commune de la couronne,. Cette aire, qui regroupe 93 communes, est catégorisée dans les aires de 50 000 à moins de 200 000 habitants,.

### Occupation des sols
L'occupation des sols de la commune, telle qu'elle ressort de la base de données européenne d’occupation biophysique des sols Corine Land Cover (CLC), est marquée par l'importance des territoires agricoles (81,5 % en 2018), une proportion sensiblement équivalente à celle de 1990 (82,2 %). La répartition détaillée en 2018 est la suivante : prairies (64 %), forêts (14,7 %), terres arables (13,6 %), zones agricoles hétérogènes (3,9 %), zones urbanisées (3,8 %). L'évolution de l’occupation des sols de la commune et de ses infrastructures peut être observée sur les différentes représentations cartographiques du territoire : la carte de Cassini (XVIIIe siècle), la carte d'état-major (1820-1866) et les cartes ou photos aériennes de l'IGN pour la période actuelle (1950 à aujourd'hui).

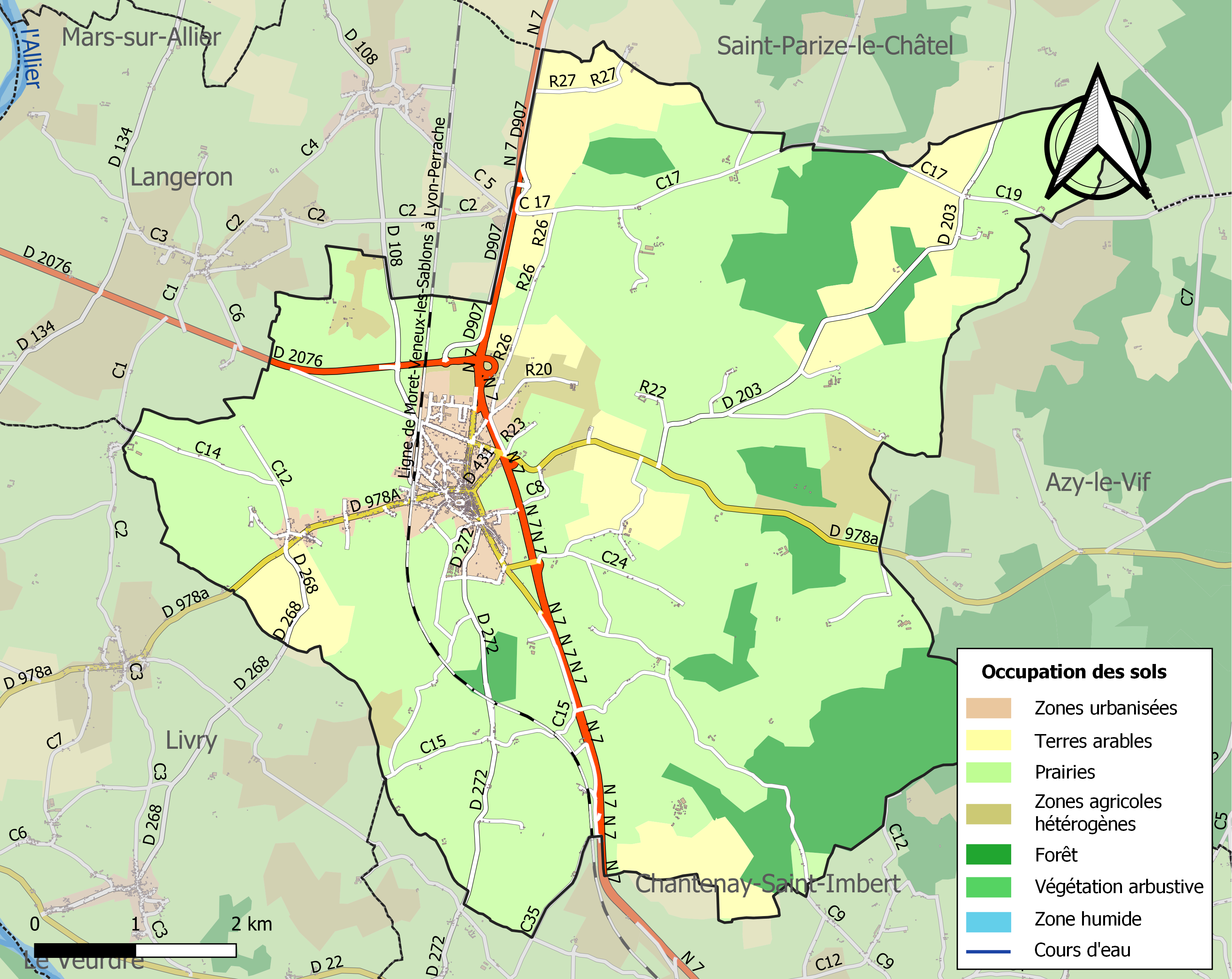
Carte des infrastructures et de l'occupation des sols de la commune en 2018 (CLC).

## Histoire
Le 4 novembre 1422 le bailliage de Saint-Pierre rendit une sentence, contraignant les habitants de la terre de Poussery au finage de Montaron à assurer le guet et garde au château de Poussery, comme le demande le seigneur des lieux : Gaucher de Courvol. Ce bailliage rendit au fils de ce dernier : Philibert de Courvol, une autre sentence le 25 mars 1451, l'autorisant à faire passer le ruisseau  des Ruaux, dans son pré de Chaulgy.
La ville est prise d'assaut, puis libérée par Jeanne d'Arc le 4 novembre 1429. Selon Réginald Thierry, chirurgien du roi, la Pucelle d'Orléans s'oppose alors énergiquement au pillage de l'église.
Elle appartenait, sous l'ancien régime, à la province du Bourbonnais.
Elle fut chef-lieu de district de 1790 à 1795.
Au cours de la période révolutionnaire de la Convention nationale (1792-1795), la commune porta provisoirement les noms de Brutus-la-Vallée, de Brutus-le-Magnanime et de Brutus-le-Moutier.

### Les Hospitaliers
La chapelle de Bout, emplacement d'une ancienne commanderie des Hospitaliers de l'ordre de Saint-Jean de Jérusalem.

## Politique et administration

### Baillis
- 1389 - Jean Saulnier, chevalier, seigneur de Thoury-sur-Abron, conseiller et chambellan du roi, maître d'hôtel d'Isabelle de Valois, duchesse du Bourbonnais, décédé en 1389[18].

En 1483 et jusqu'à sa mort survenue dans sa seigneurie de Challeau en Gâtinais, paroisse de Dormelles le jour des rois 1489, à l'âge de 65 ans : Guérin Le Groing, chevalier, seigneur de la Motte au Groing, de Bré, d'Esternay et de Chassain.

### Liste des maires
| Période                                  | Période                   | Identité         | Étiquette | Qualité |
| ---------------------------------------- | ------------------------- | ---------------- | --------- | --- |
| ?                                        | ?                         | Émile Chomet     | Rad.      | Agriculteur-éleveur Sénateur de la Nièvre (1920 → 1924) Conseiller général du canton de Saint-Pierre-le-Moûtier (1901 → 1940) |
| ?                                        | ?                         | Louis Bouiller   | Rad.      | Conseiller général du canton de Saint-Pierre-le-Moûtier (1945 → 1970)                                                         |
| ?                                        | ?                         | Guy Journiac     | DVD       | Docteur en médecine Conseiller général du canton de Saint-Pierre-le-Moûtier (1976 → 1994)                                     |
| Les données manquantes sont à compléter. |                           |                  |           | |
| mars 2001                                | mars 2014                 | François Clostre |           | Retraité |
| mars 2014                                | En cours (au 29 mai 2020) | Pierre Billard   | DVD       | Cadre bancaire |
| Les données manquantes sont à compléter. |                           |                  |           | |

Saint-Pierre-le-Moûtier fait partie de la communauté de communes du Nivernais Bourbonnais.

## Démographie
L'évolution du nombre d'habitants est connue à travers les recensements de la population effectués dans la commune depuis 1793. Pour les communes de moins de 10 000 habitants, une enquête de recensement portant sur toute la population est réalisée tous les cinq ans, les populations de référence des années intermédiaires étant quant à elles estimées par interpolation ou extrapolation. Pour la commune, le premier recensement exhaustif entrant dans le cadre du nouveau dispositif a été réalisé en 2005.

En 2022, la commune comptait 1 828 habitants, en évolution de −6,59 % par rapport à 2016 (Nièvre : −3,28 %, France hors Mayotte : +2,11 %).
| 1793  | 1800  | 1806  | 1821  | 1831  | 1836  | 1841  | 1846  | 1851  |
| ----- | ----- | ----- | ----- | ----- | ----- | ----- | ----- | ----- |
| 2 000 | 1 980 | 1 765 | 1 928 | 2 110 | 2 256 | 2 319 | 2 483 | 2 406 |

| 1856  | 1861  | 1866  | 1872  | 1876  | 1881  | 1886  | 1891  | 1896  |
| ----- | ----- | ----- | ----- | ----- | ----- | ----- | ----- | ----- |
| 2 883 | 2 989 | 3 420 | 3 153 | 3 173 | 3 080 | 3 107 | 3 139 | 2 937 |

| 1901  | 1906  | 1911  | 1921  | 1926  | 1931  | 1936  | 1946  | 1954  |
| ----- | ----- | ----- | ----- | ----- | ----- | ----- | ----- | ----- |
| 2 792 | 2 766 | 2 602 | 2 408 | 2 206 | 2 185 | 2 164 | 2 031 | 2 037 |

| 1962  | 1968  | 1975  | 1982  | 1990  | 1999  | 2005  | 2006  | 2010  |
| ----- | ----- | ----- | ----- | ----- | ----- | ----- | ----- | ----- |
| 2 200 | 2 227 | 2 250 | 2 261 | 2 091 | 2 029 | 1 997 | 1 987 | 2 010 |

| 2015  | 2020  | 2022  | - | - | - | - | - | - |
| ----- | ----- | ----- | - | - | - | - | - | - |
| 1 954 | 1 840 | 1 828 | - | - | - | - | - | - |

## Essor
Il reste quelques usines en activité notamment dans le secteur de l'automobile, de la métallurgie et du textile. La ville s'appuie désormais sur la proximité de Magny-Cours et les services à la personne et le développement agro-touristique.
L'accès à Nevers et Moulins reste facilité par quelques trains TER et autocars. Saint-Pierre-le-Moûtier ayant perdu ses trains Grandes Lignes, les voyageurs doivent changer à Nevers ou Moulins pour rejoindre Paris ou encore Clermont-Ferrand. La mise à 2 × 2 voies de la RN 7 (prochaine A77) rapprochera la ville des grandes agglomérations à proximité, telles que Nevers ou Moulins.

## Culture locale et patrimoine

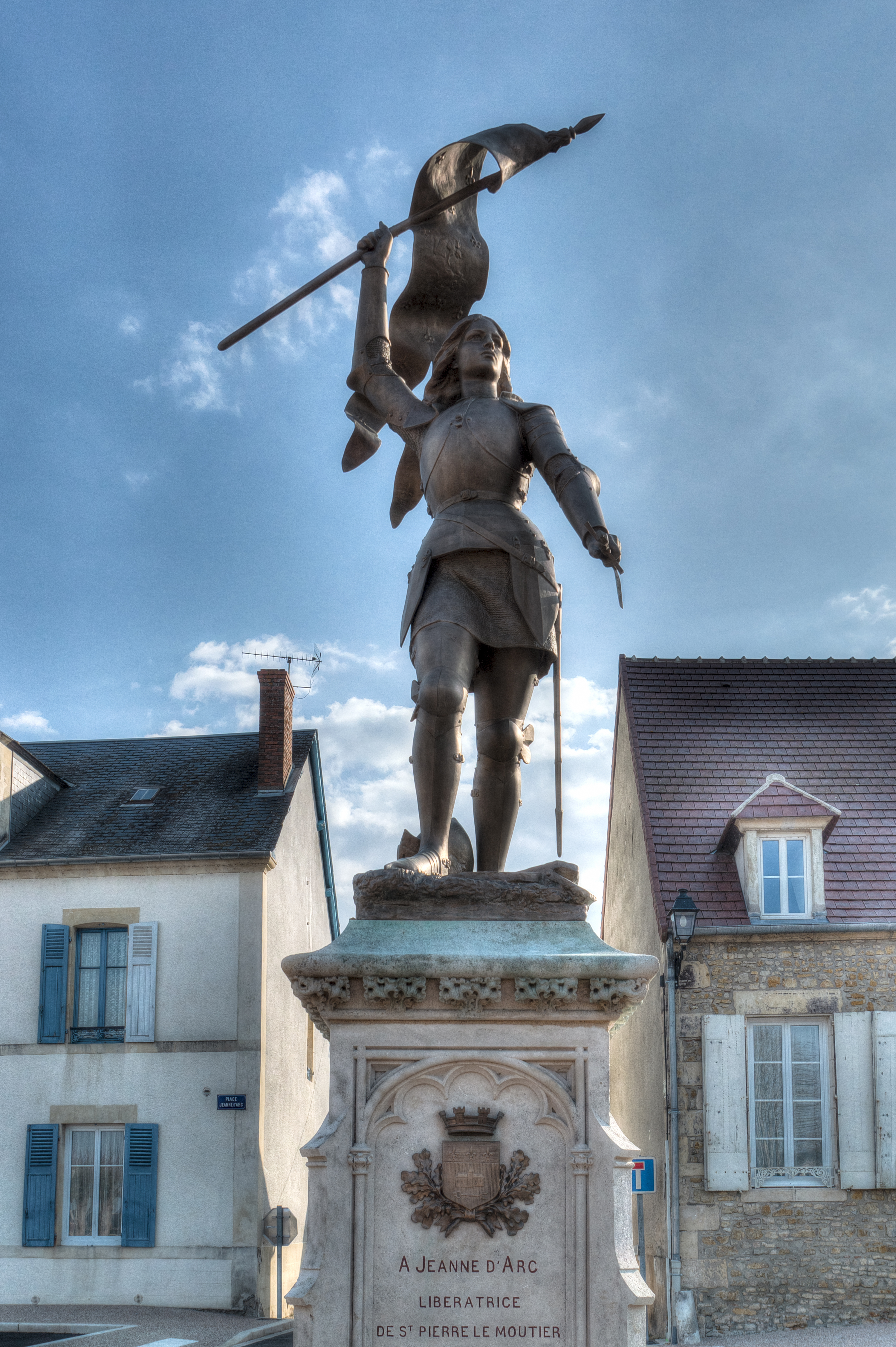
Statue de Jeanne d'Arc, souscription publique en 1902, après déplacement et rénovation en 2017. « À Jeanne-d'Arc, libératrice de Saint-Pierre-le-Moûtier en 1429 »

### Lieux et monuments

#### Civils
Depuis le centre-ville, une promenade s’impose au gré de chaque ruelle pour admirer cette ancienne ville fortifiée et son riche patrimoine historique :
- Hôtel de ville, ancien présidial ;
- Porte gothique flamboyante de la maison du lieutenant criminel (XVe siècle) ;
- Plusieurs hôtels et maisons (XVe siècle) ;
- Six tours médiévales de l’ancienne place forte, notamment Berthelot, Aligros et Maumy (XIVe, XVIIe siècle) ;
- Statue de Jeanne d'Arc par Lucienne Signoret-Ledieu (1858-1904), commandée à l'artiste par la ville pour célébrer l'anniversaire de la libération de la ville par la sainte ;
- Le moulin des Éventées : moulin à vent réhabilité en 2006 par la communauté de communes du Nivernais Bourbonnais ;
- Les nombreux châteaux privés aux alentours de la commune : Fontallier, Marcigny, etc.

Patrimoine Architectural Civil
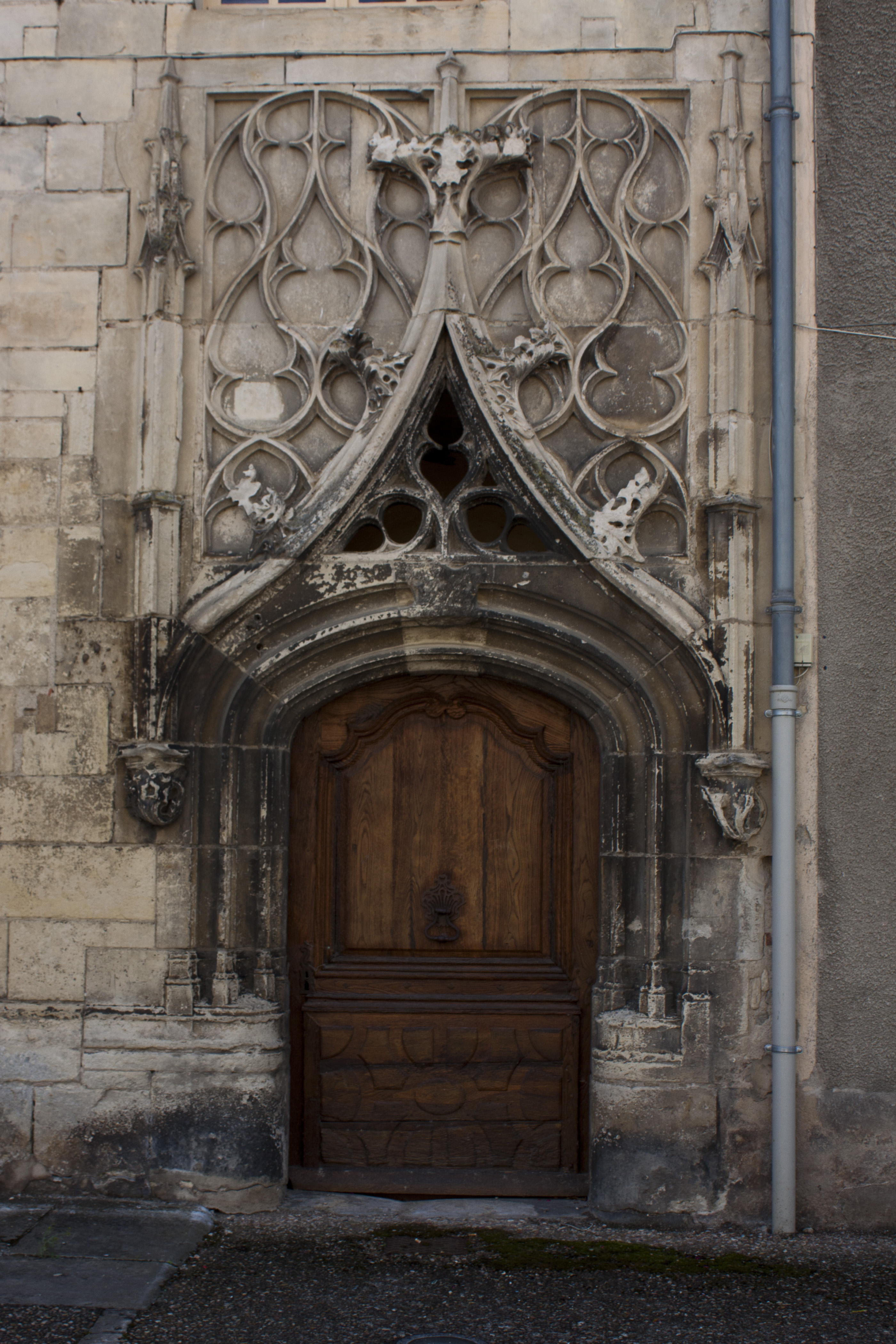
Maison du Lieutenant Criminel XVe siècle.
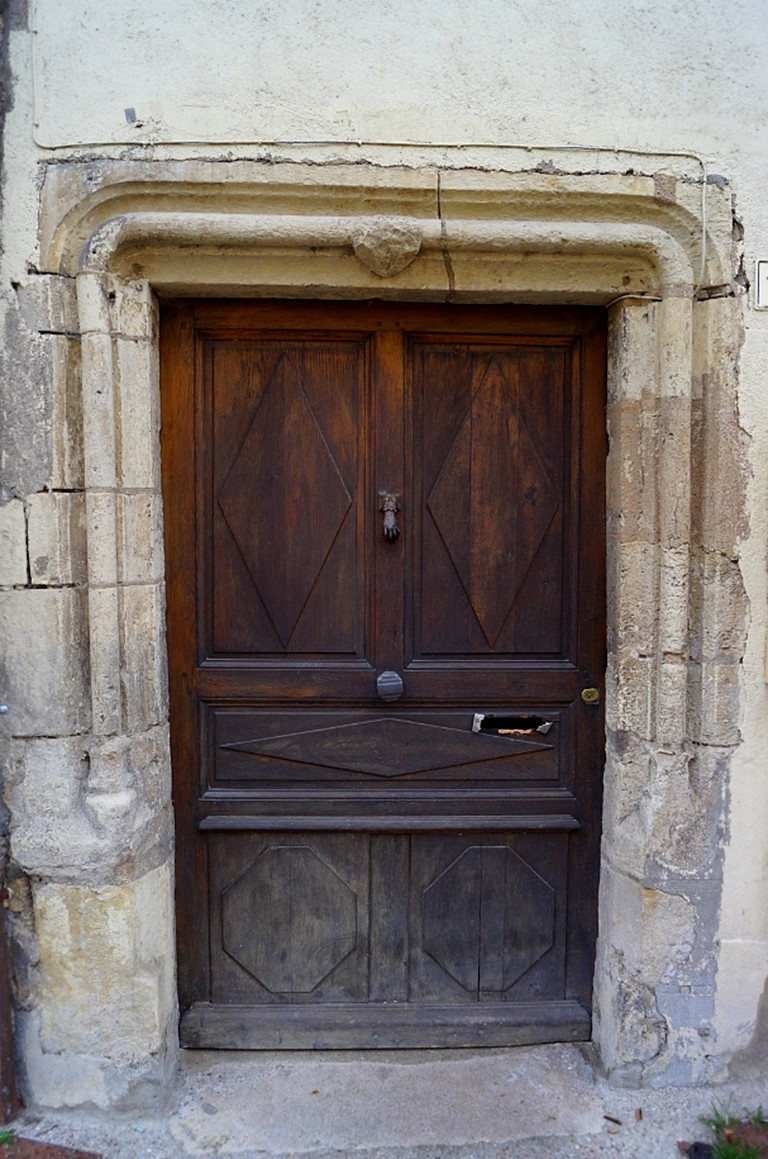
Maison XVe siècle.
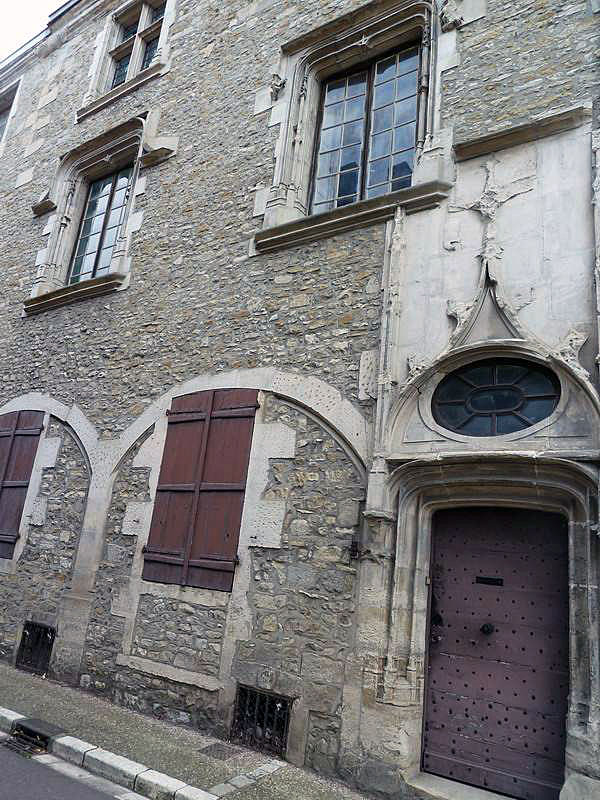
Hôtel Sevigné XVe siècle.
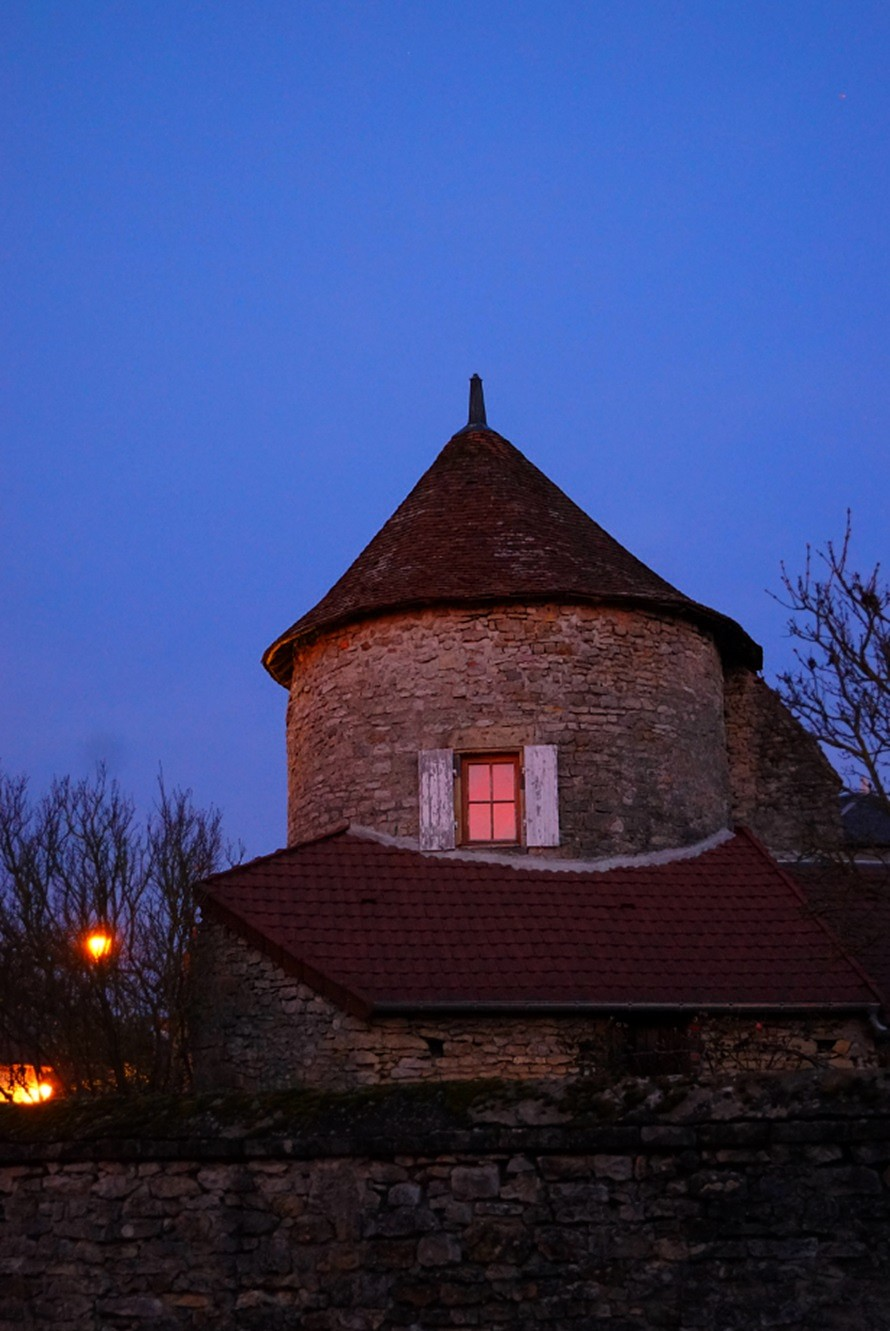
Tour Berthelot XIVe et XVIIe siècles.

#### Religieux
- Église de Saint-Pierre-le-Moûtier, autrefois prieuré rattaché à l'abbaye Saint-Martin d'Autun : édifice d'origine romane, remanié à l'époque gothique. Tympan sculpté du portail nord, dernier portail polychrome de Bourgogne[23] ; chapiteaux du XIIe siècle ; pietà en pierre polychrome du XVIe siècle. Ouverte du lundi au samedi. Saint-Pierre-le-Moûtier est ville étape sur l’itinéraire des pèlerins de Saint-Jacques de Compostelle ;
- Porte de l’ancien prieuré bénédictin (1640) ;
- Cloître de l’ancien couvent des ursulines (1647).

### Jumelage
Saint-Pierre-le-Moûtier est jumelé avec la commune de Rengsdorf en Rhénanie-Palatinat, Allemagne.

### Personnalités liées à la commune
- Pierre Allasœur (1731-1806), juge et homme politique, député du Cher à la Convention.
- Pierre-Gabriel Vyau de Baudreuille (1745-1819), magistrat, homme politique né et décédé à Saint-Pierre-le-Moutier, député du tiers aux États généraux de 1789.
- Pierre Gilbert Leroy, baron d'Allarde (1749-1809), député de la noblesse en ce bailliage, il est l'auteur d'un décret qui porte son nom (décret d'Allarde), et fait adopter l'institution des patentes, en 1791.
- Guillaume-Amable Robert de Chevannes (1752-1823), avocat et homme politique.
- Jacques Nicolas Ernest Germain de Saint-Pierre (1814-1882), médecin et botaniste.
- Pierre Ville (1839-1918), député puis sénateur de l'Allier, maire de Moulins, né à Saint-Pierre-le-Moûtier.
- Michel Benoit (1957), historien et écrivain, auteur des enquêtes du commissaire Merle.

### Héraldique
| Blason | Blasonnement : « De gueules, à l'église d'argent et à la clef double de même posée en face en pointe, au chef cousu d'azur, chargé de trois fleurs de lys d'or. » |